# Musée d'Enfida
Le musée d'Enfida est un musée archéologique tunisien situé dans la ville d'Enfida. Il occupe l'ancienne église Saint-Augustin construite en 1907.

## Histoire de l'édifice

### Construction de l'église Saint-Augustin
Acquis en 1880 par la Société marseillaise de crédit, le domaine d'Enfida d'une superficie de 94 000 hectares est constitué en société agricole après l'instauration du protectorat français de Tunisie sous le nom de Société agricole et immobilière franco-africaine. Pour assurer l'assistance spirituelle des cadres et des ouvriers européens qui travaillent sur le domaine, la société sollicite du vicariat apostolique de Tunis la présence d'un prêtre qu'elle se propose de rémunérer et de loger. L'abbé Joseph Aquilina arrive sur place le 21 décembre 1882. Faute de lieu de culte, les messes sont dites dans les locaux de la société.

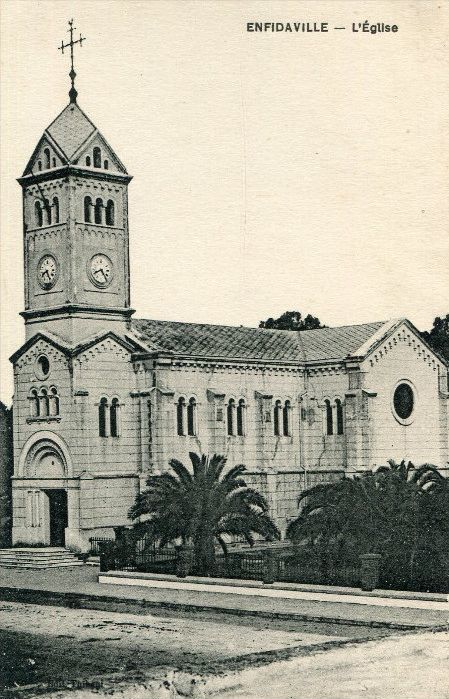
Église Saint-Augustin dans les années 1920.

Enfida devient une paroisse en 1884 mais des désaccords entre les responsables de la société et le prélat forcent ce dernier à quitter ses fidèles en 1887. L'abbé Emmanuelli lui succède jusqu'en 1928. Conscient des problèmes que pose l'absence d'un lieu de culte indépendant, il fait bâtir une petite chapelle qui s'avère bientôt trop petite.
En 1905, des mosaïques sont découvertes sur les sites de Bir Chegarnia (Uppenna) et de Sidi Abiche. Le 11 mai, l'archevêque de Carthage, Monseigneur Clément Combes, visite le site en compagnie du curé et du responsable de la direction des antiquités de Tunisie. D'un commun accord, il est décidé la construction d'une église assez vaste pour recevoir ces mosaïques chrétiennes et le plan de l'édifice est tracé en fonction de leur futur emplacement.
De nouvelles fouilles mettent au jour une mosaïque dédiée aux seize martyrs d'Uppenna. On découvre également un coffret de pierre orné d'un fil d'or et la poussière d'un parchemin. Toutes ces trouvailles sont transférées dans l'église en construction et placées dans le chœur avec les mosaïques des évêques Honorius, Balreliorus et Paulus.
La nouvelle église dédiée à saint Augustin est inaugurée le 1er mai 1907.
|      | Baptêmes | Mariages | Sépultures |
| ---- | -------- | -------- | ---------- |
| 1900 | 50       | 7        | 7          |
| 1910 | 37       | 9        | 14         |
| 1920 | 16       | 4        | 4          |
| 1930 | 21       | 6        | 1          |
| 1940 | 4        | 2        | 3          |
| 1950 | 6        | 6        | 4          |
| 1960 | 6        | 1        | 4          |

### Indépendance de la Tunisie
L'indépendance du pays provoque le départ de nombreux Européens vers la France et l'Italie mais il reste il reste une population chrétienne estimée à 300 habitants en 1956. La région est essentiellement agricole et est moins touchée que les grandes villes par le départ des fonctionnaires. La nationalisation des terres européennes le 12 mai 1964 change tout. Le domaine d'Enfidaville est nationalisé, y compris l'église et le presbytère, propriétés de la société. Les colons français comme italiens sont expulsés de leurs propriétés et n'ont d'autre choix que de quitter la région. Quant à l'église, elle est transformée en musée d'archéologie après que le bas-relief représentant la Cène ait été transporté à Sousse et placé dans un mur, près du baptistère.
À l'ouverture du musée en 1965, la collection de mosaïques est enrichie par des stèles païennes de type votives provenant des mêmes sites, ainsi que par une collection de céramiques romaines provenant des nécropoles de la région de Aïn Garci.
Après plusieurs années de travaux, le musée est rouvert le 18 mai 2016.

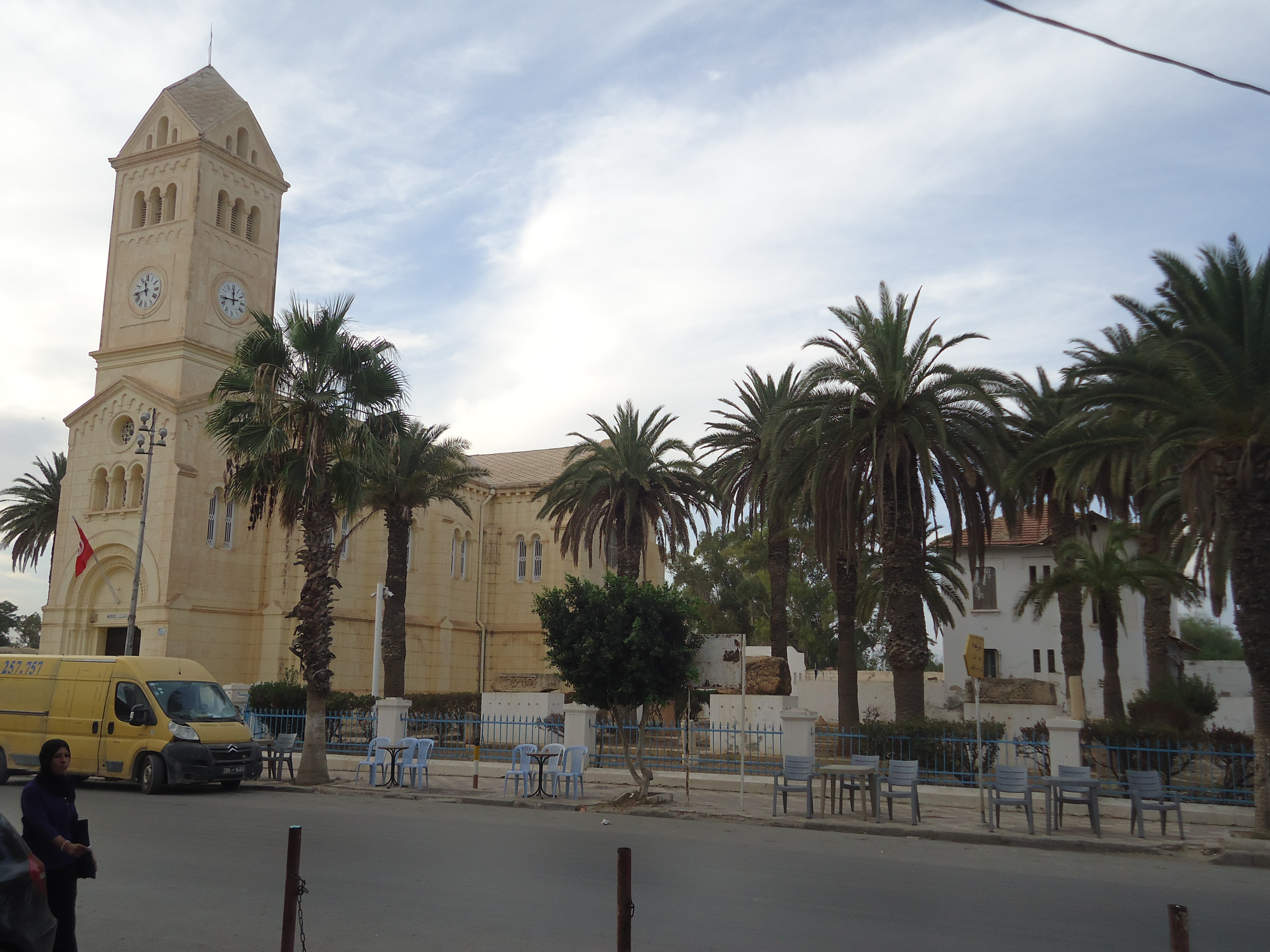
Vue générale.
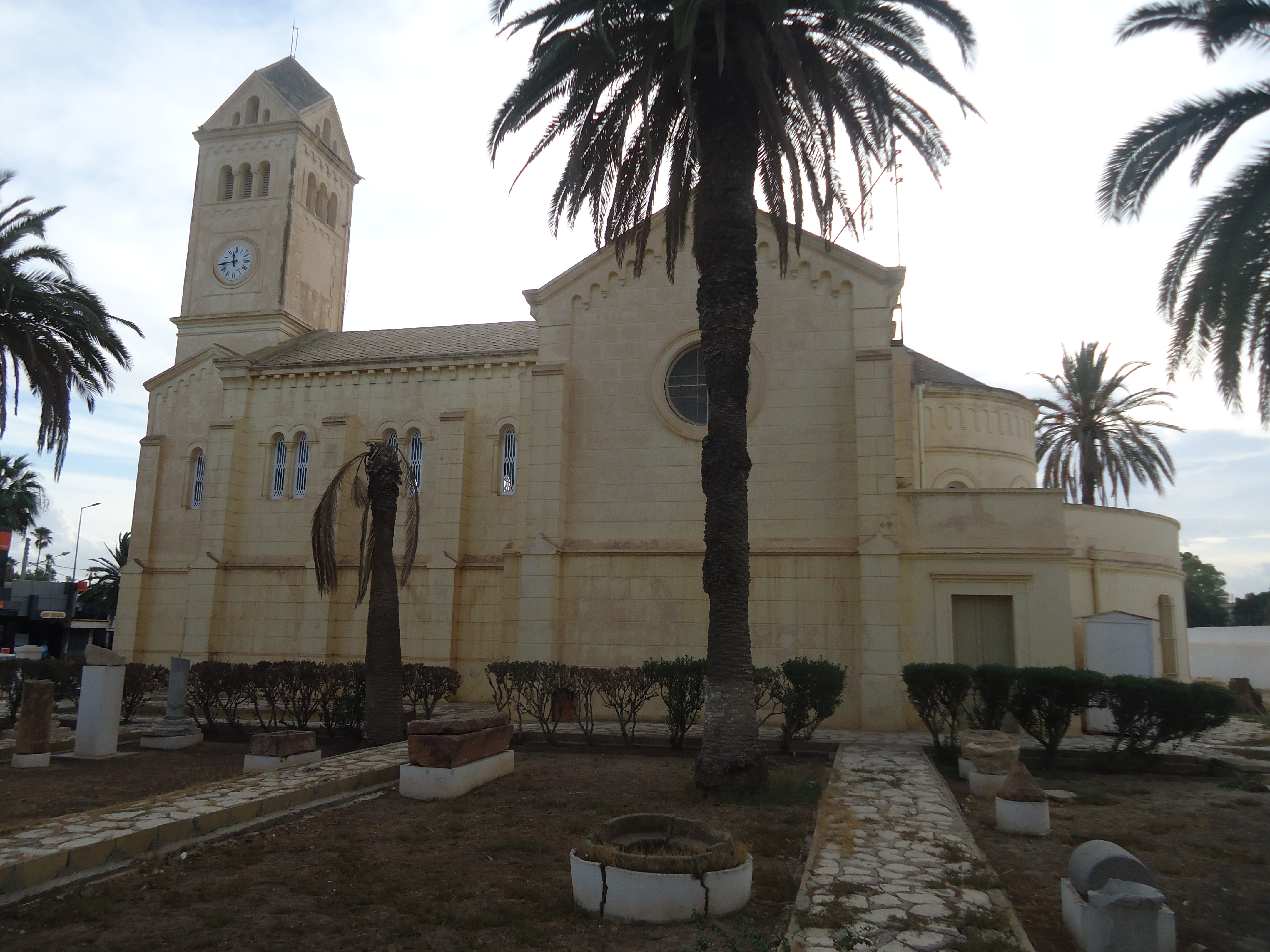
Façade nord-est.
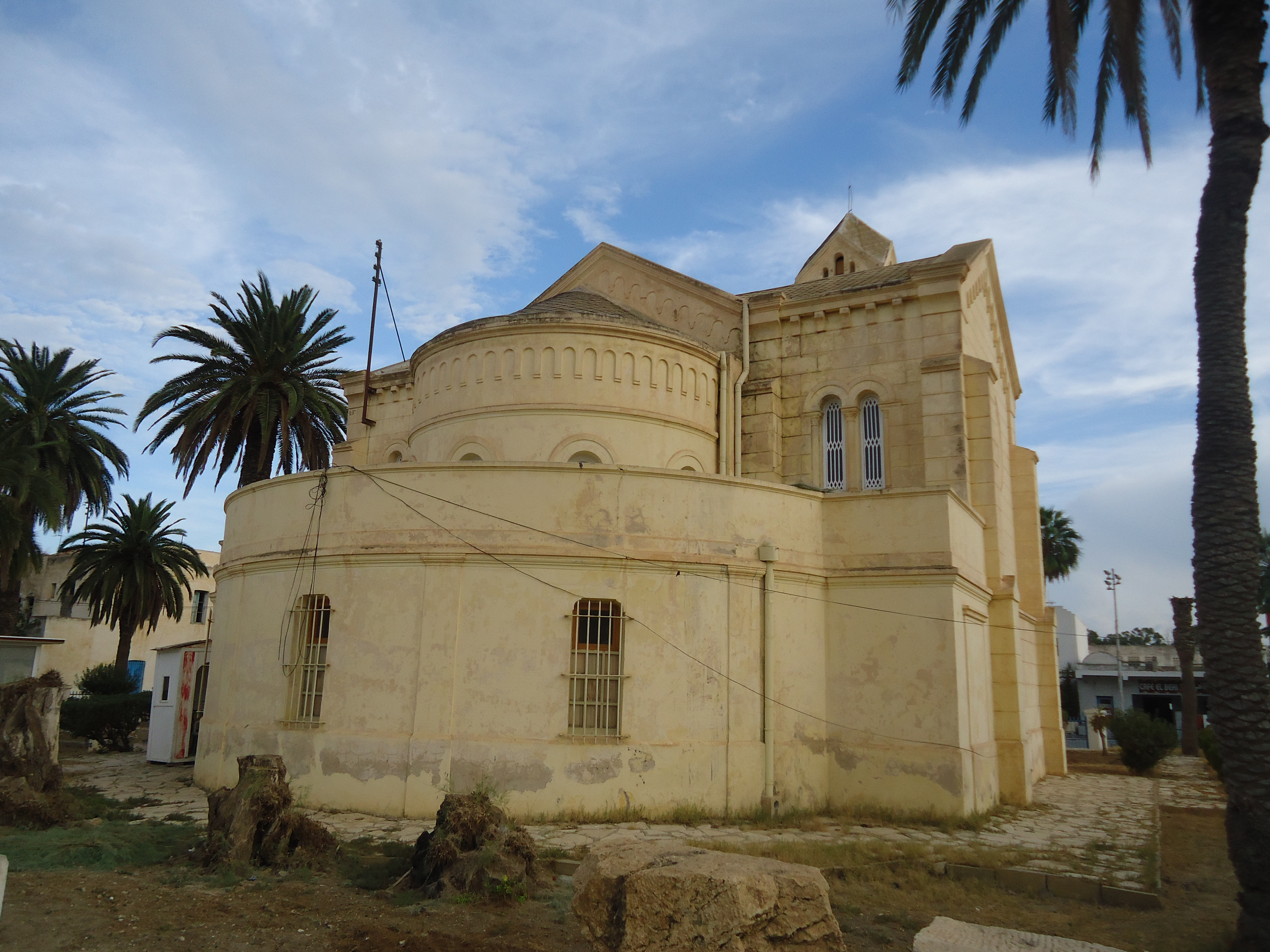
Façade nord-ouest.
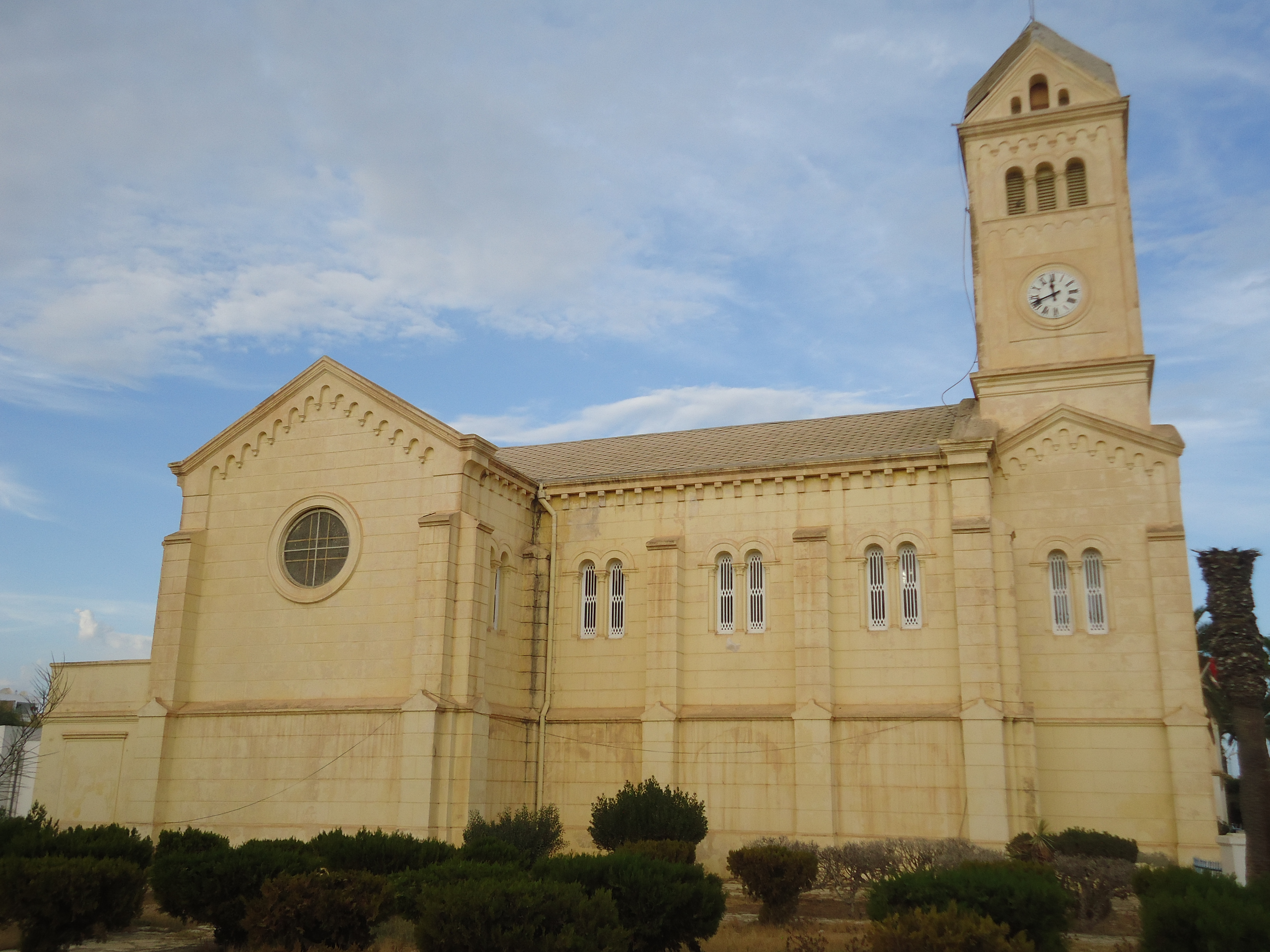
Façade sud-ouest.
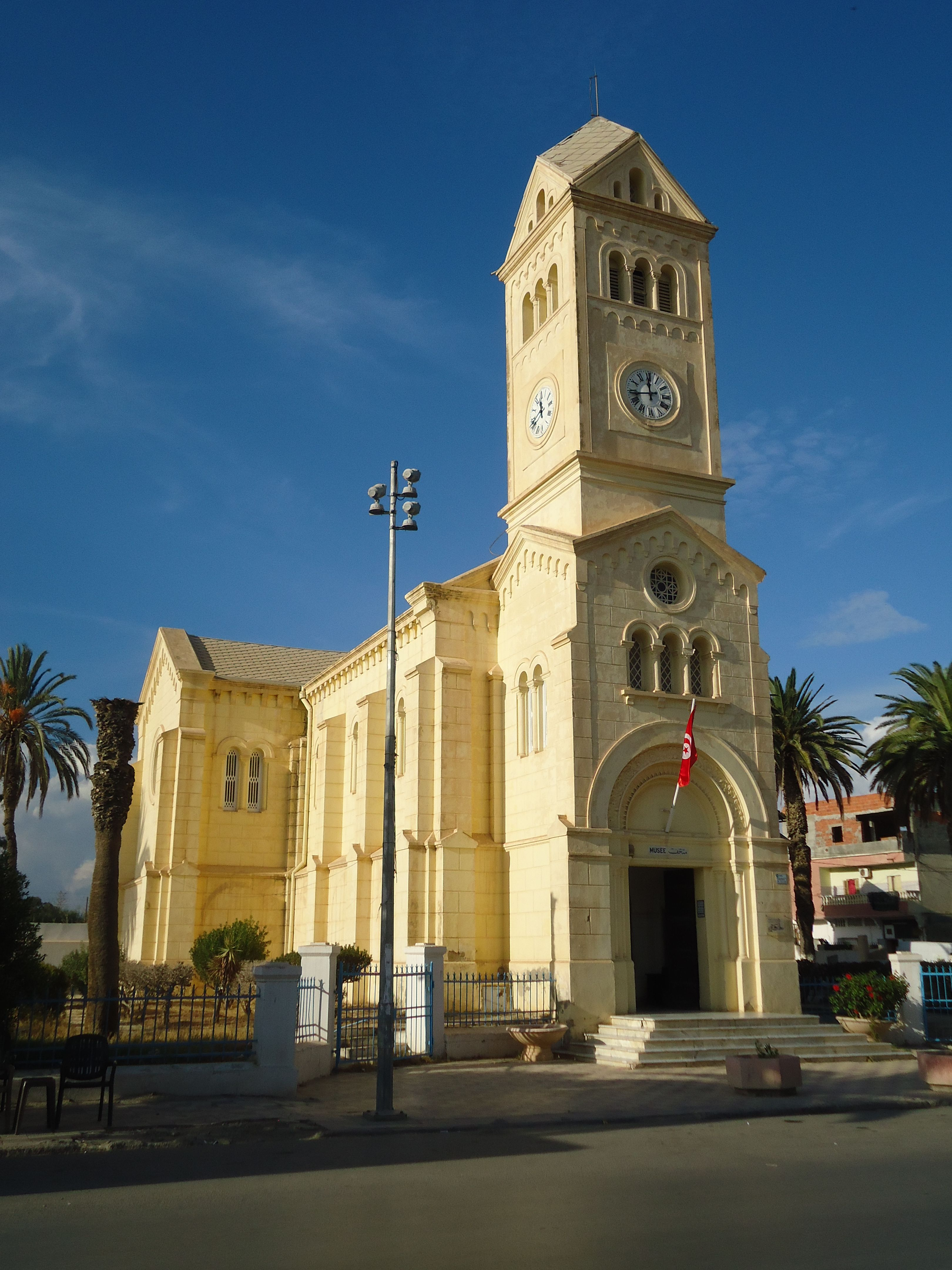
Clocher et entrée du musée.
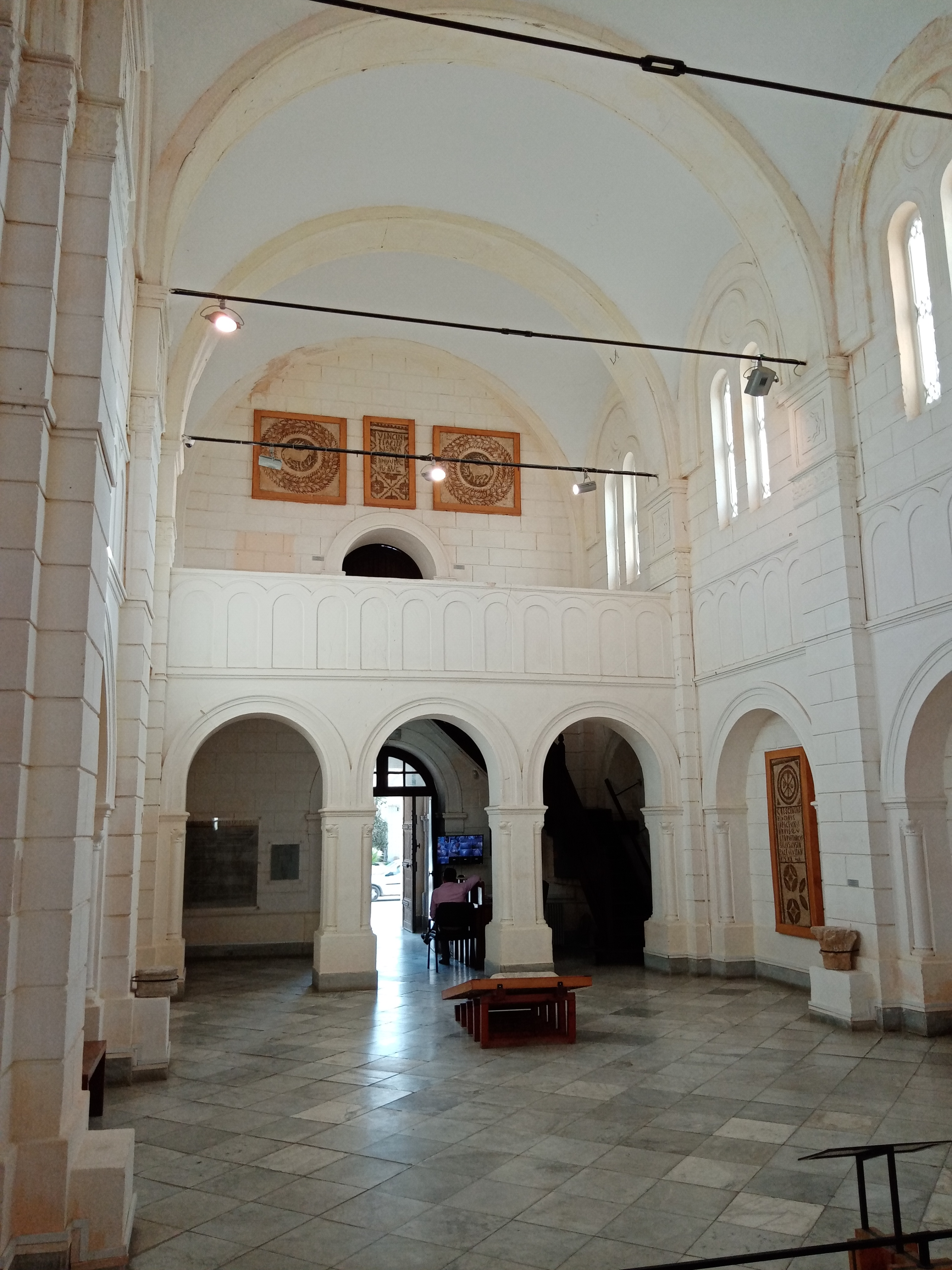
Intérieur côté entrée et tribune.
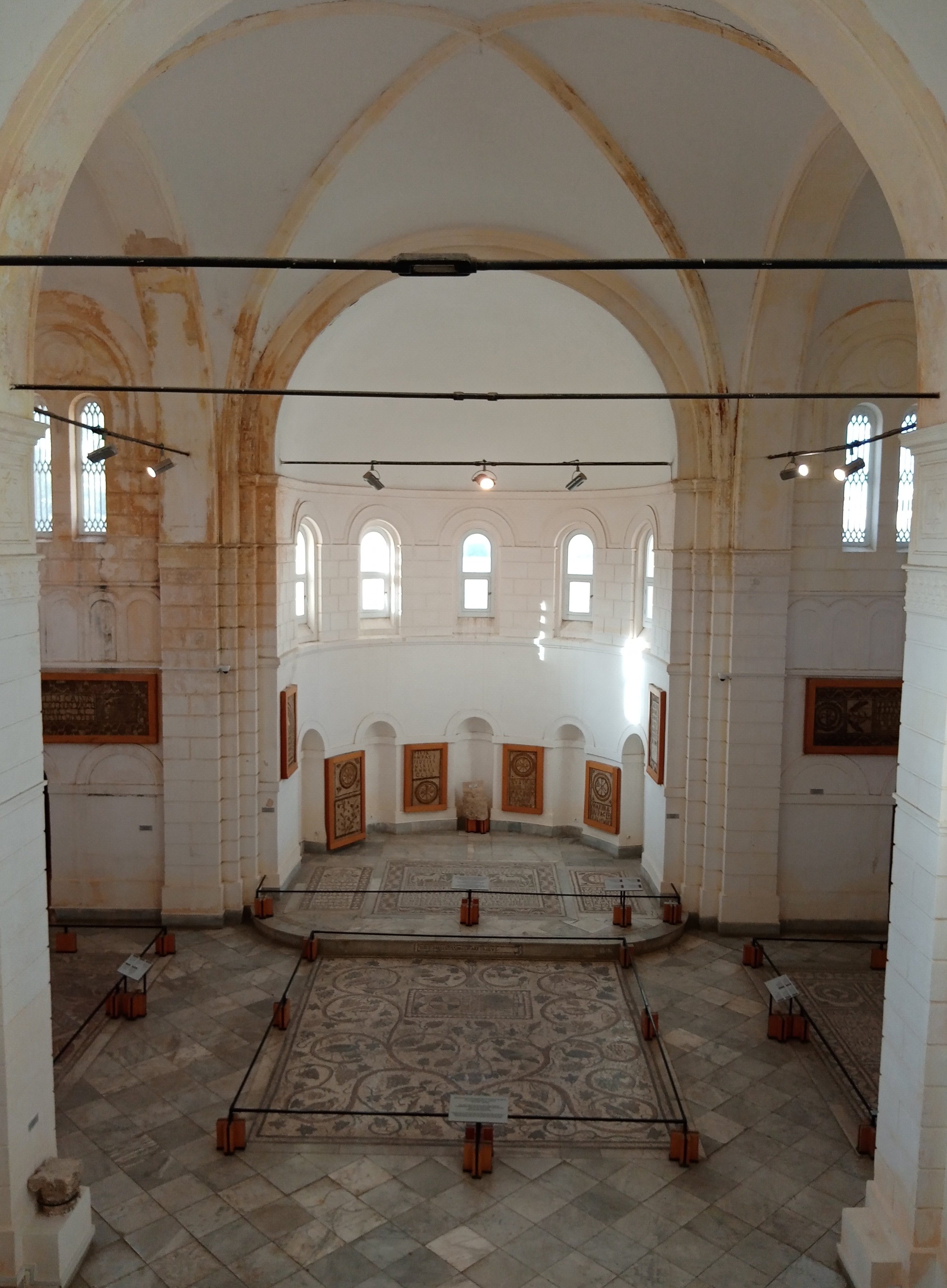
Intérieur côté autel.
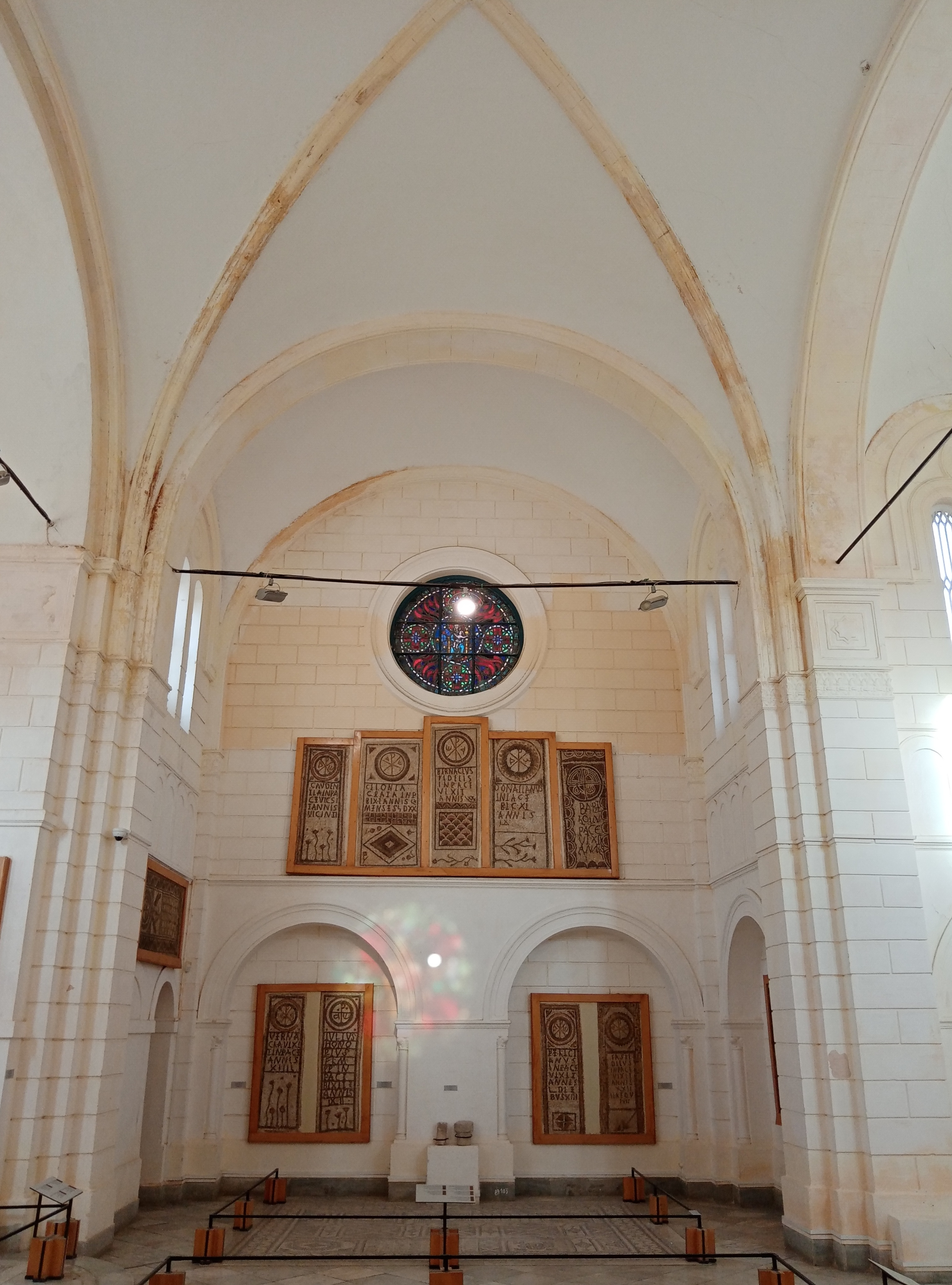
Intérieur côté transept nord-est.

## Collections
Après la désacralisation de l'église, il est décidé d'en faire un musée de l'art de la mosaïque chrétienne antique, à travers l'exposition permanente des collections provenant des découvertes archéologiques des années 1904-1905 opérées dans les sites d'Uppenna (Henchir Chgarnia) et Sidi Abiche.
Lors du réaménagement muséographique, les mosaïques d'époque vandalo-byzantines sont installées dans la nef alors que les collections lapidaires et céramologiques sont installées dans l'ancien déambulatoire qui servait anciennement de sacristie.
Dans le jardin du musée sont exposés des éléments d'architecture provenant des sites archéologiques de la région, des sarcophages, ainsi qu'une dédicace à l'empereur Constantin par la cité d'Uppenna.

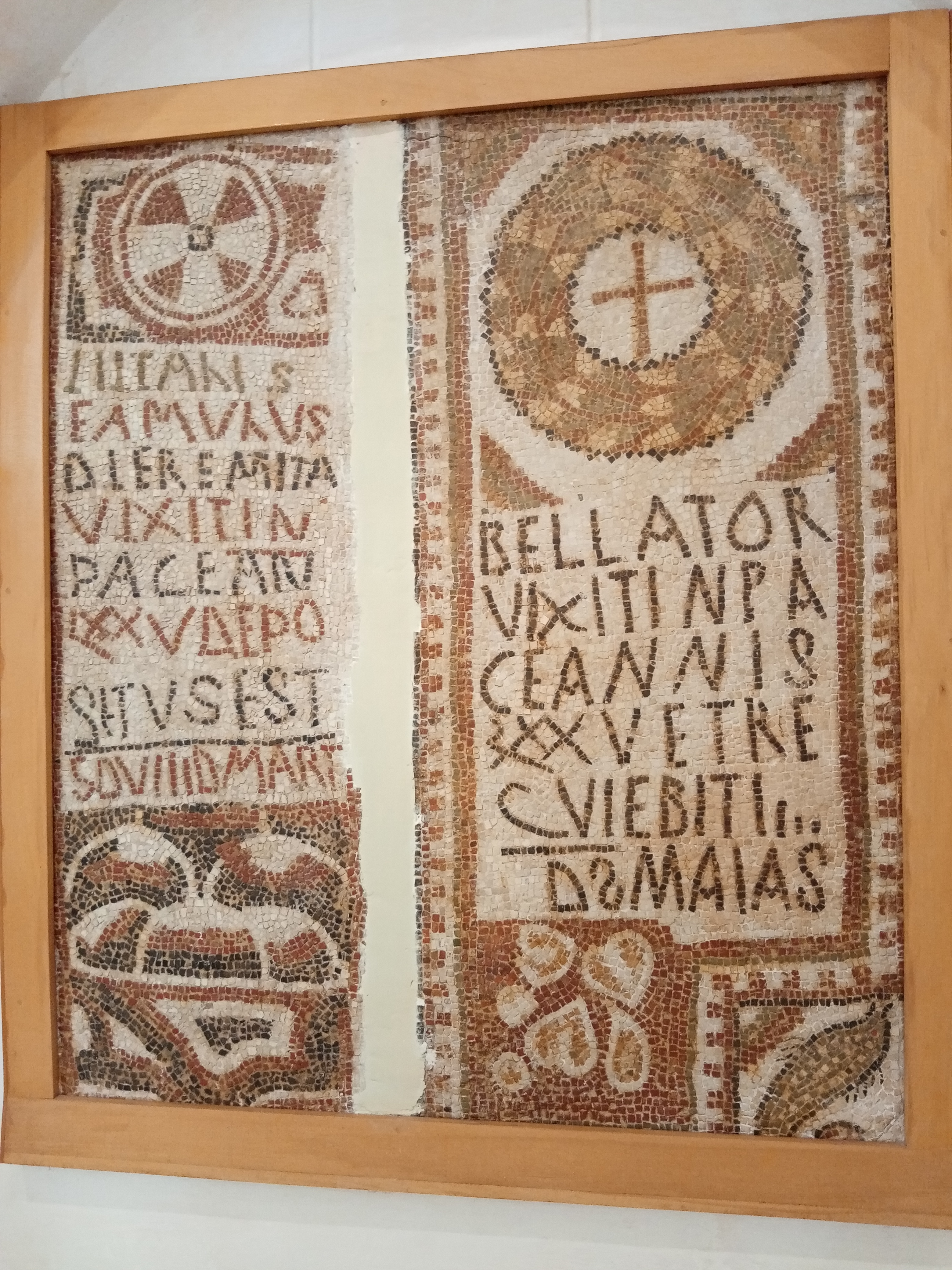
Dalle funéraire de Bellator.
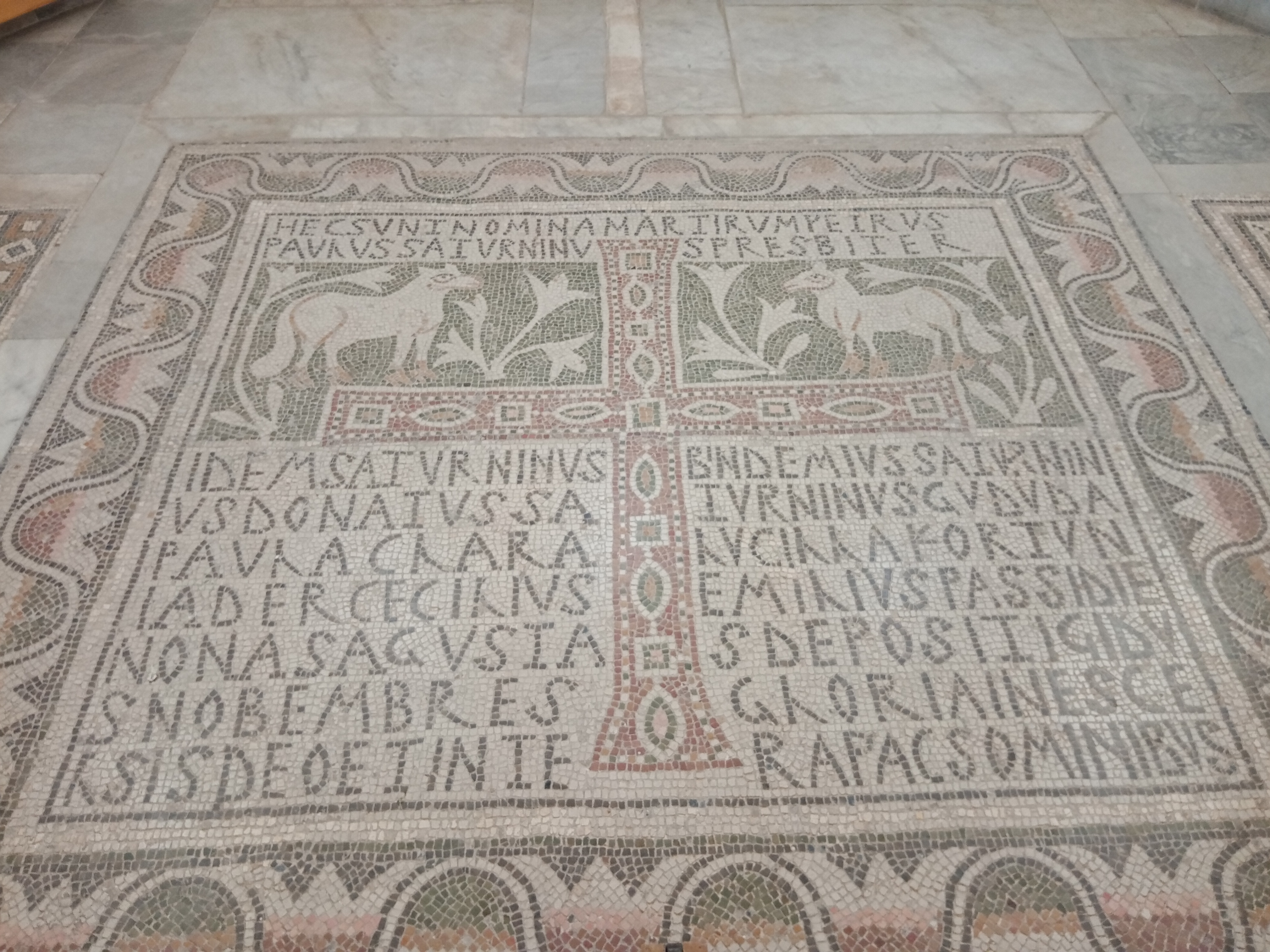
Copie byzantine de la liste des martyrs associés à Pierre et Paul.
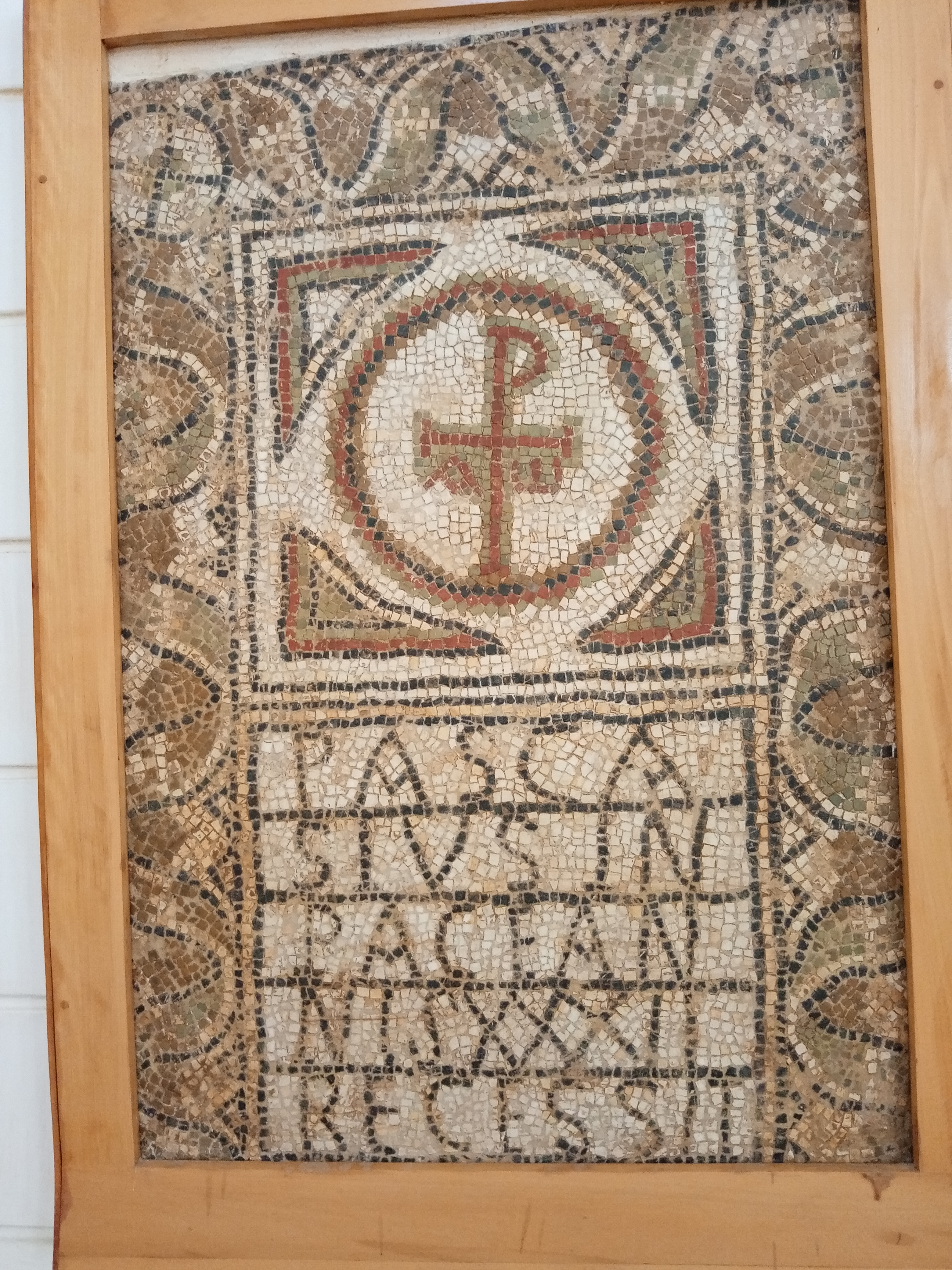
Dalle funéraire de Pascasius.
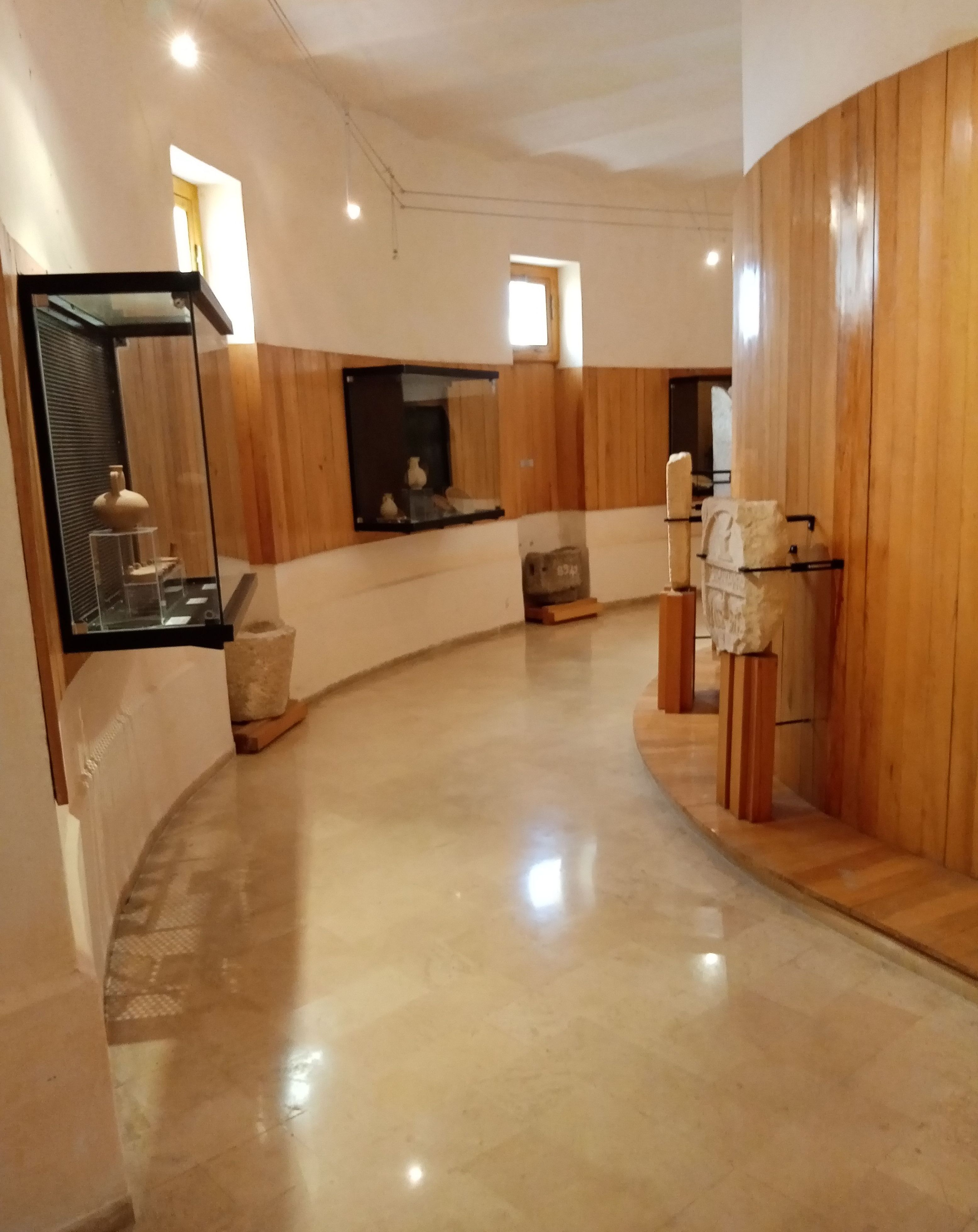
Collections lapidaires et céramologiques dans le déambulatoire.